# Couvent des Minimes de Grenoble
Pour les articles homonymes, voir Couvent des Minimes.
Le Couvent des Minimes de Grenoble est un ancien édifice religieux construit à partir de 1644 par l'ordre contemplatif des Minimes et situé rue du Vieux-temple à Grenoble, en France.
Acheté à plusieurs reprises et occupé par diverses institutions depuis l'expulsion de ses religieux lors de la Révolution française, il est principalement utilisé de nos jours comme tiers-lieu exploité par une société locale de l'économie sociale et solidaire.

## Historique

### De son origine à la Révolution
Déjà implanté depuis 1492 sous la protection épiscopale de Laurent Alleman dans le couvent de la plaine de Saint-Martin-d’Hères, non loin de Grenoble, l'ordre des Minimes demande l’autorisation de s’établir à l’intérieur de la ville dans le cadre du renouveau religieux du XVIIe siècle afin de se rapprocher de ses fidèles. Une autorisation est ainsi demandée au Lieutenant général en Dauphiné, le duc de Lesdiguières, dès l'année 1624, à laquelle il répond favorablement le 18 avril. D'autres couvents des Minimes existent déjà dans le Dauphiné, comme ceux de Roussillon depuis 1608, de Tullins depuis 1623, de Vienne depuis 1637 et de Romans-sur-Isère.
Les Révérends Pères Minimes possèdent depuis 1642 deux ensembles immobiliers dans le quartier Très-Cloîtres : l’un de huit boutiques plus deux niveaux de construction, l’autre composé de deux étages avec galetas, écurie et jardin qui va être l’embryon du nouveau couvent.
Un don de 4 000 livres fait aux Minimes en 1639 par une noble dame, Marguerite de Sassenage, veuve de Guillaume de Rival, seigneur de Blanieu, porté en 1644 à 9 000 livres par testament, va permettre la construction de l'édifice.

#### Une installation hésitante

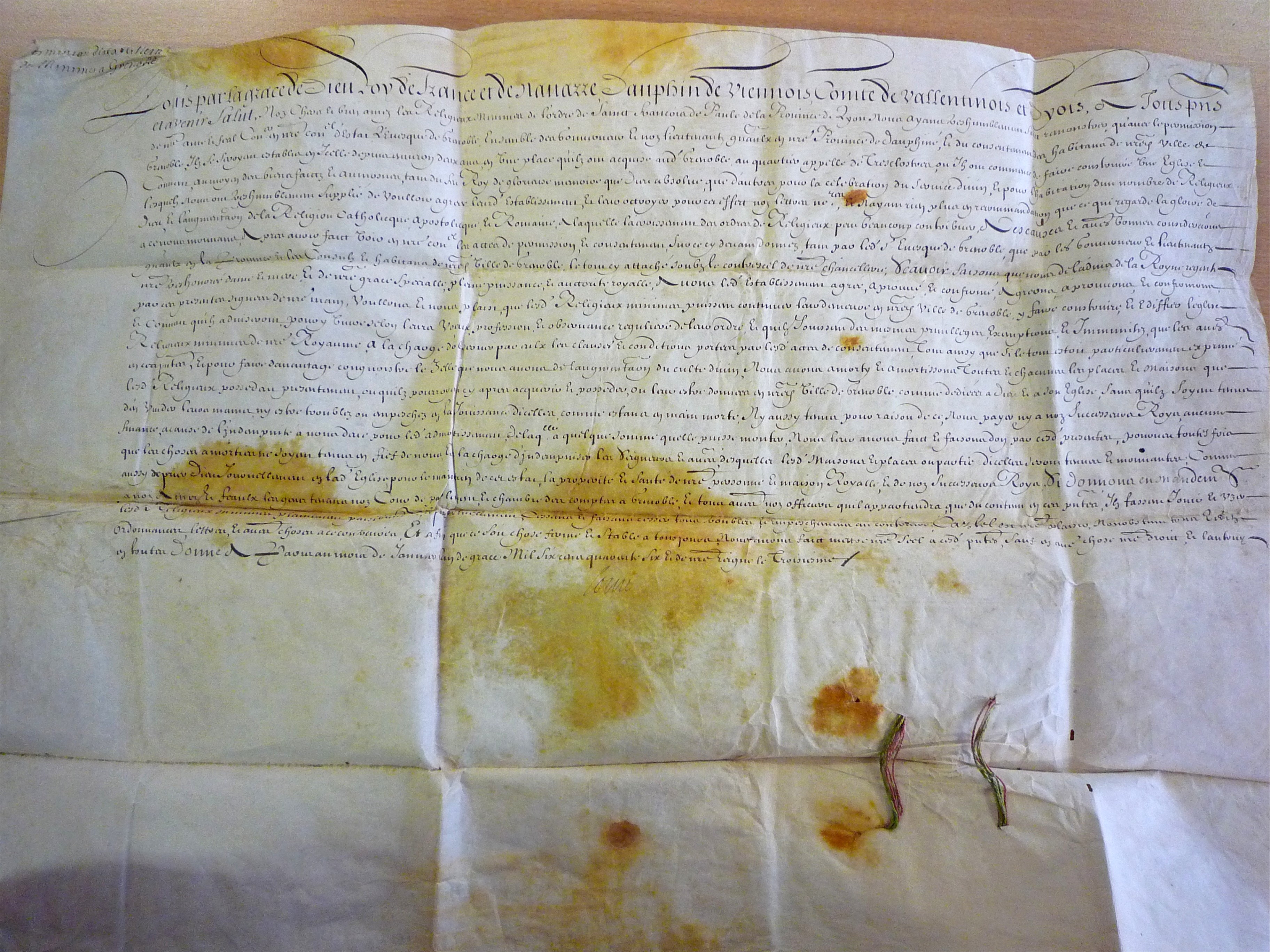
Autorisation signée par Louis XIV

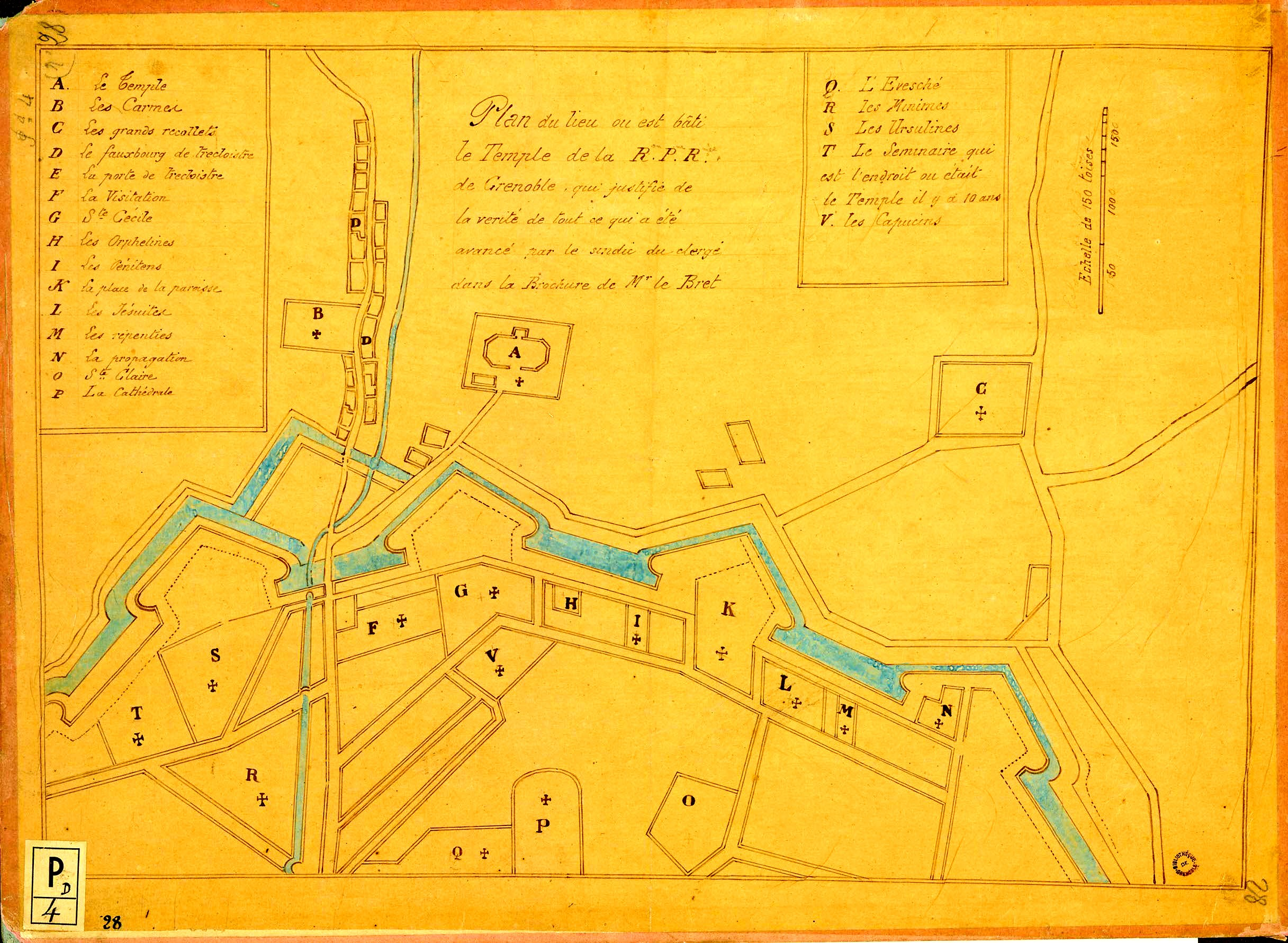
Quartier Très-Cloîtres vers 1685

Cependant, l’autorisation de l'évêque de Grenoble, Pierre Scarron, est délicate à obtenir car il craint avec cette nouvelle implantation de voir diminuer le nombre de religieux dans le couvent de la plaine. Afin d'obtenir son accord, les Minimes doivent lui assurer qu’ils n'en diminueront pas le nombre de religieux et promettent de faire du prélat le fondateur de ce couvent urbain avec ses armoiries gravées sur le grand autel de la chapelle.
L’évêque autorise la construction du nouveau couvent le 24 novembre 1643, mais reste hésitant, et se rétracte le 17 octobre 1645 alors que travaux et acquisitions sont déjà engagés. C'est finalement en janvier 1646, par une lettre patente signée du roi Louis XIV, alors âgé de 7 ans et quatre mois, que l'on autorise définitivement cet établissement dans le quartier Très-Cloîtres, non loin des remparts est de la ville, achevés seulement quarante ans auparavant par le duc de Lesdiguières.
Le couvent va occuper progressivement tout l’espace limité par les rues du Vieux Temple, Sainte-Ursule (jadis de l’oratoire), et des Minimes (jadis du pont de la mule). Dès les débuts du couvent en 1646, les Minimes acceptent qu'une confrérie dite de la Trinité et de la Rédemption des captifs s'installe dans la chapelle.

#### La vie quotidienne

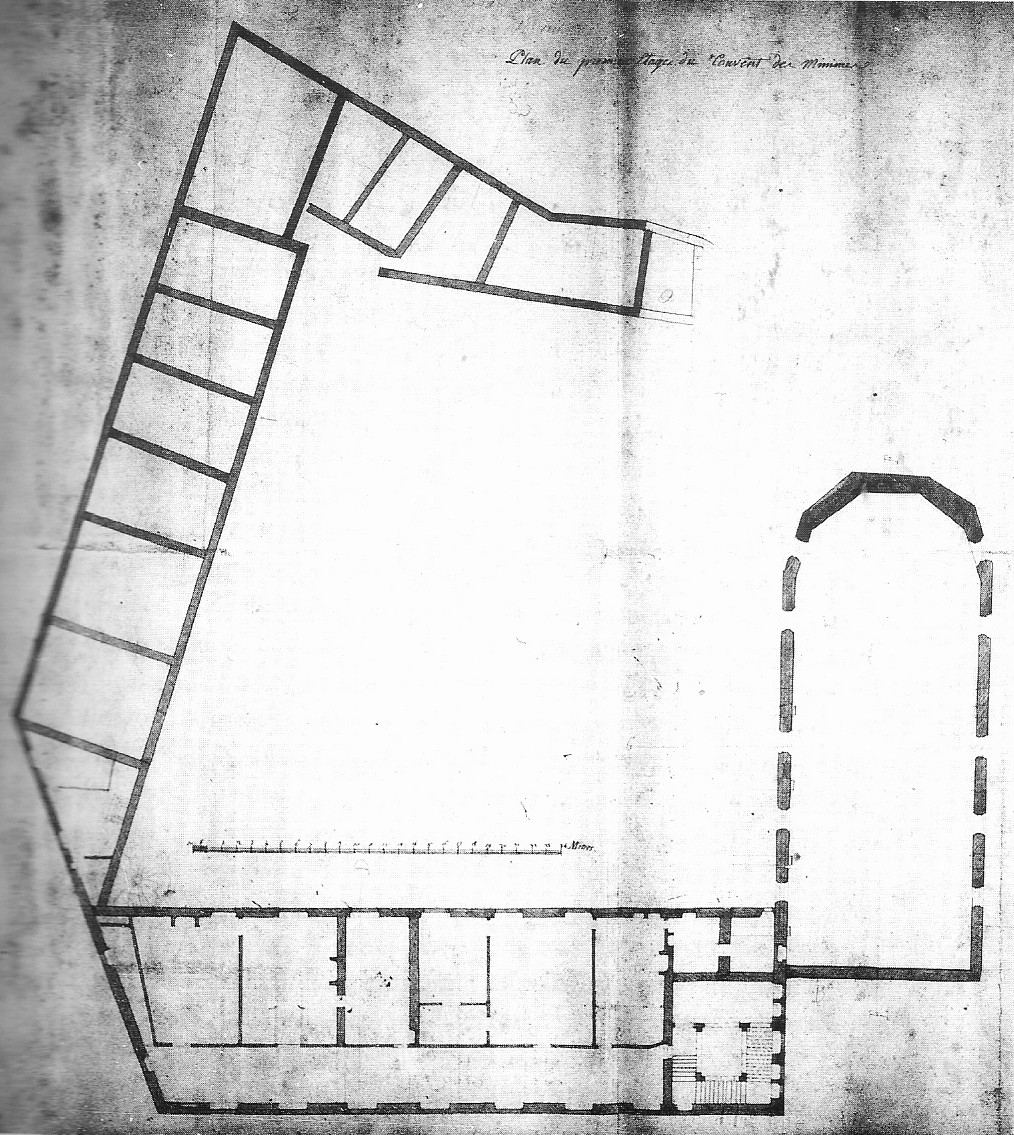
Plan du premier étage du couvent

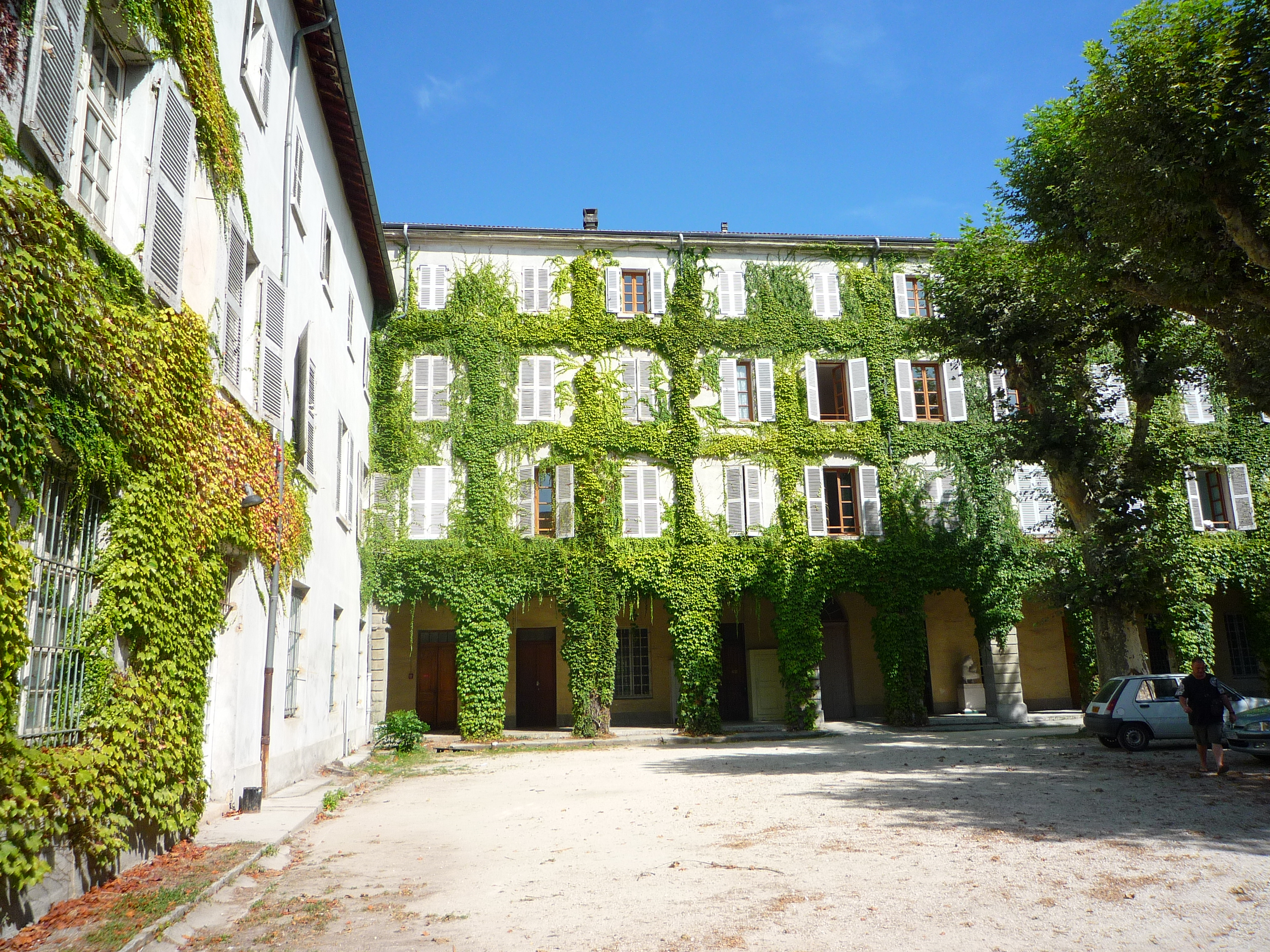
Cour intérieure à arcades

En 1671, les Révérends Pères Minimes se disent gênés dans leur méditation par les chants provenant du temple protestant tout proche, bâti en 1592. Une ordonnance royale ordonne de déplacer le temple au-delà des remparts de la ville, et sur le terrain racheté aux protestants, l'évêque Étienne Le Camus fait construire en 1675 un séminaire, lieu de formation des futurs prêtres.
En 1707, le monastère regroupe chapelle, cloître, écurie, cour, jardin et autre plassage ainsi que les bâtiments d’habitation construits peu à peu. La présence d'une écurie implique la présence de remises pour les voitures et d'un grenier à foin pour les animaux. Frères-cordonniers ou Frères-tailleurs, les Minimes sont des moines contemplatifs mais conservent cependant une ouverture sur la société et acceptent les sépultures de quelques personnalités dans le couvent, comme Pierre du Port, receveur général, en 1652, ou Étienne de Virieu de Montrevel en 1694, conseiller au Parlement de Grenoble. L'ordre des avocats y trouve ainsi asile durant 26 ans dans l'une des salles du couvent pour ses réunions et sa bibliothèque entre 1748 et 1774.
En février 1767, la confrérie de la Trinité et de la Rédemption des captifs hébergée dans la chapelle des Minimes, reçoit l'autorisation de l'évêque Jean de Caulet pour faire des processions dans les rues de la ville. La présence de cette confrérie semble avoir contribué à l'accueil de 48 esclaves à Grenoble le 6 septembre 1785. Le couvent les accueille pendant deux jours et achète pour l'occasion des paillasses et couvertures.
À la même époque, les consuls de Grenoble ont le projet de prendre possession du couvent, occupé par seulement cinq Minimes, dont le supérieur du couvent, Jacques Antoine Marcel, afin de loger l'ordre des Augustins dont le couvent est convoité pour loger des militaires. Mais à l'approche de la Révolution française, ce projet ne se réalise pas.

### De la Révolution à nos jours
C'est la Révolution qui supprime tous les ordres monastiques en France, chassant ainsi les derniers Minimes de leur couvent, qui est vendu comme bien national au sieur Michal et Sté. À partir de 1793, les locaux du couvent sont occupés par des forgerons, des charpentiers et des armuriers pour leurs activités professionnelles. Le bâtiment du séminaire voisin est quant à lui transformé en prison, qui deviendra plus tard la caserne de l'Oratoire, puis caserne Bizanet, aujourd'hui détruite.
En 1802, l'ancien couvent sérieusement dégradé, est récupéré par l'Église, après la promulgation du concordat signé entre le pape Pie VII et Napoléon Bonaparte, concordat par lequel le catholicisme devient la religion de la majorité des Français. L'année suivante, la commune de Grenoble qui avait demandé sans succès l'achat des bâtiments au titre des biens nationaux, en fait l'acquisition le 23 thermidor de l'an XI (10 août 1803) au sieur Michal.

#### Un grand séminaire

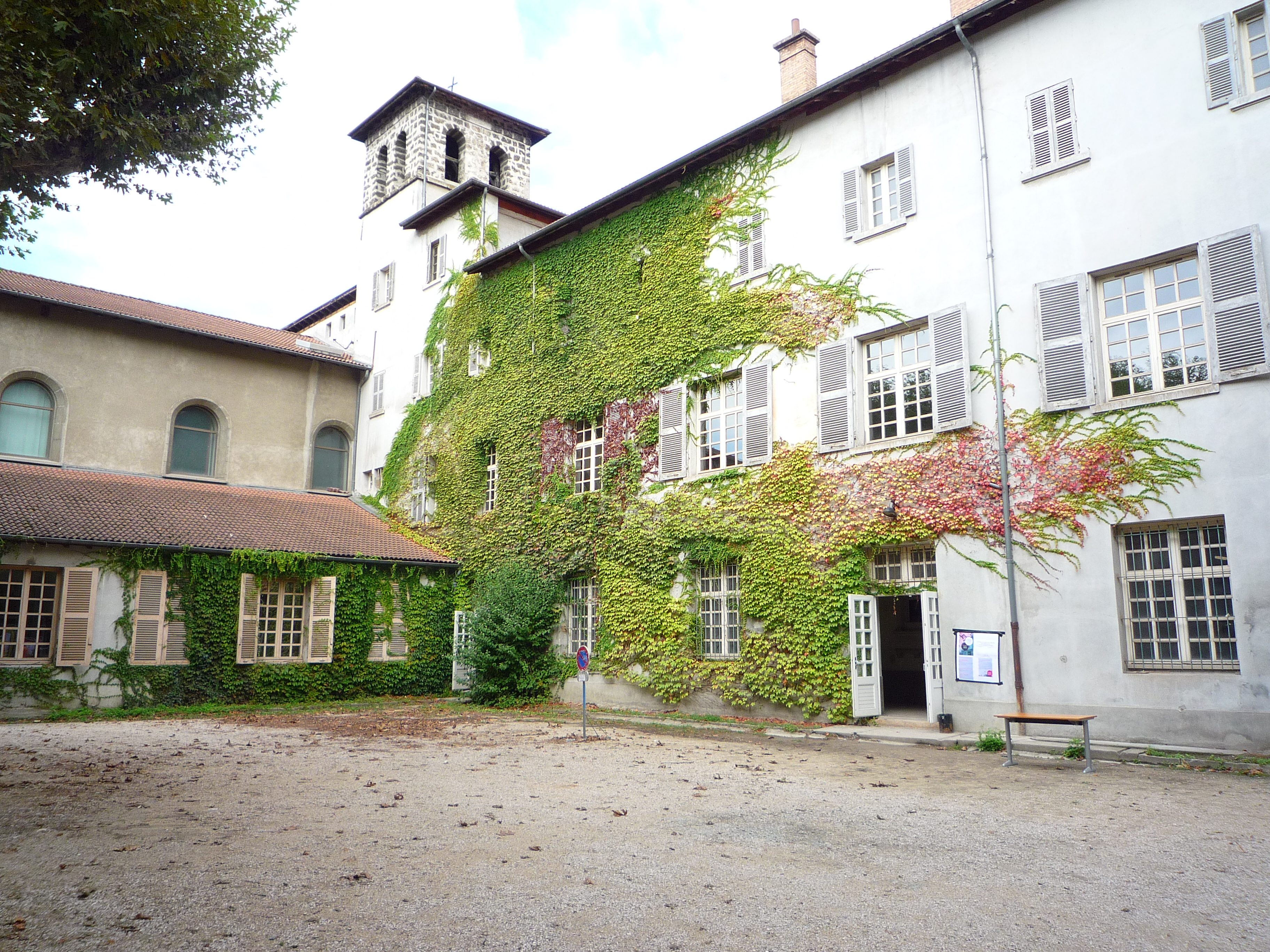
Cour intérieure avec le clocher.

À la même époque, le nouvel évêque de la ville, Claude Simon, cherche de nouveaux locaux pour son grand séminaire et trouve en 1806 une aide auprès du maire Charles Renauldon qui lui accorde la jouissance de cet ancien couvent.
Napoléon n'accède également qu'en 1806 à la demande de l'évêque de Grenoble, Claude Simon, de rouvrir l'établissement « le séminaire » dans l'ancien couvent des Minimes. Le grand séminaire diocésain ouvre ses portes le 3 novembre 1806 dans des locaux rénovés et la chapelle est bénie solennellement le 23 mars 1807 en présence de l'abbé Clément Brossard son directeur. Jean-Marie Vianney, futur saint curé d'Ars, sera ordonné prêtre par Mgr Simon dans la chapelle du séminaire le 13 août 1815, bien qu'il n'en soit pas élève. Au début de cette période, les locaux de l'ancien couvent changent à nouveau de propriétaire tout en conservant la même affectation. La ville de Grenoble vend le 25 janvier 1811 les murs à la préfecture de l'Isère. L'activité de séminaire reste dans ces murs jusqu'en 1905, malgré une menace d'effondrement due à la casse de deux poutres en août 1823. En 1834, l'abbé Pierre-Julien Eymard, fondateur de la congrégation religieuse des Prêtres du Saint-Sacrement, est ordonné prêtre dans la chapelle. Le grand séminaire va atteindre son effectif maximum de 150 étudiants en théologie en 1875.

#### L'arrivée de l'Université et du Conservatoire
Mais en décembre 1905, lors de la promulgation de la loi de séparation des Églises et de l'État, le grand séminaire doit fermer ses portes et voit ses biens mis sous séquestre en décembre 1906, les locaux restant sans affectation particulière. Le 30 septembre 1913, la préfecture vend cet ancien couvent à l'Université de Grenoble. Mais un an après cette vente, la première guerre mondiale éclate et l'ancien couvent des Minimes doit être occupé par les troupes de l'armée, occasionnant à nouveau quelques dégâts.

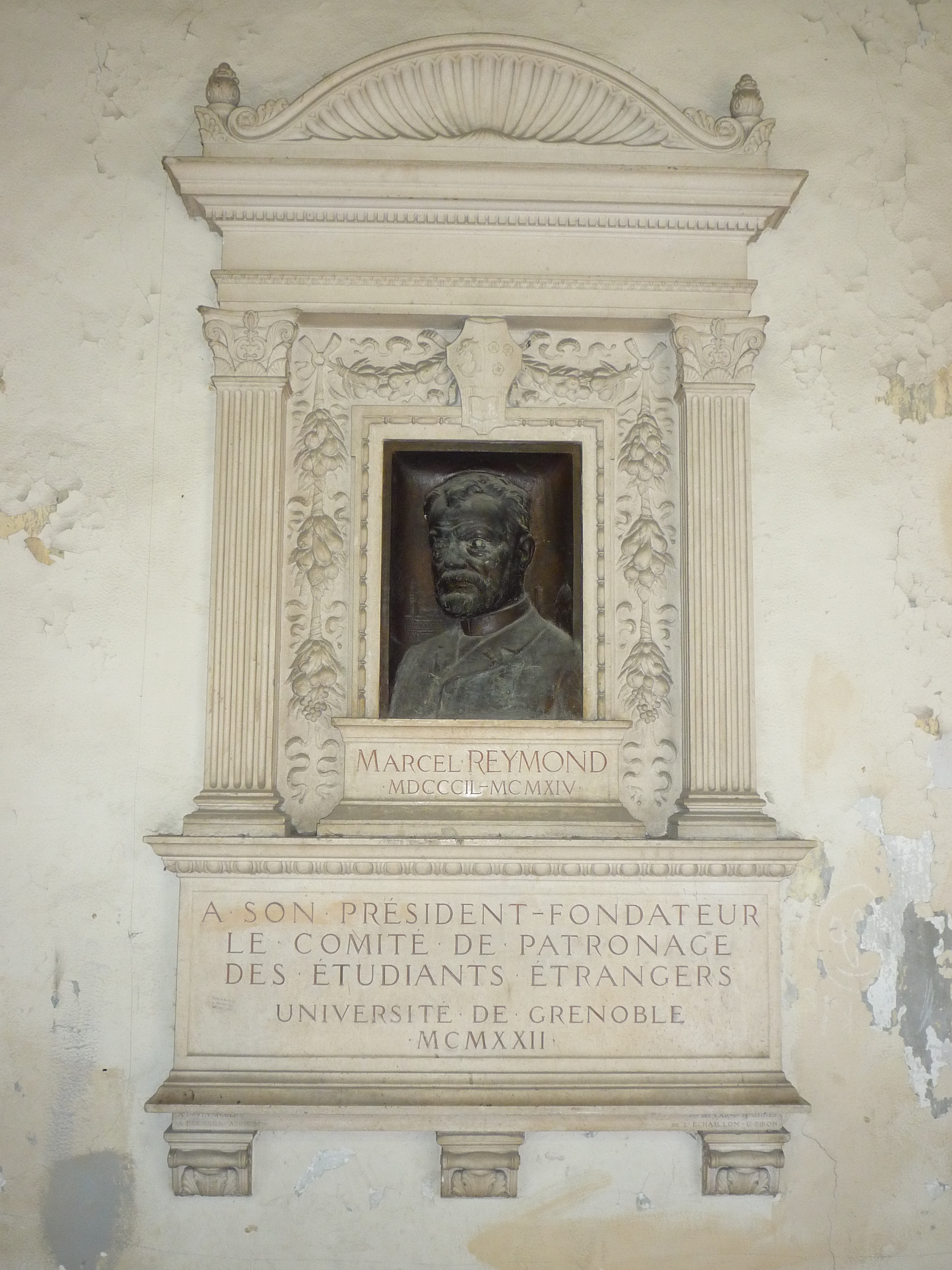
Buste de Marcel Reymond

En 1919, l'Université reprend possession des murs et dans un contexte de pénurie de logements pour étudiants, met à disposition une aile du bâtiment à la Société française des foyers de l'étudiante. Dix ans plus tard, le foyer d'étudiantes passe de 10 chambres à 60 chambres et occupe deux ailes de l'ancien couvent.
Durant la seconde guerre mondiale, le Conservatoire municipal de musique de Grenoble est à court de locaux et la municipalité fait rénover en 1942 une partie de l'édifice. Le Conservatoire ouvre ses portes le 18 janvier 1943, en s'installant dans l'aile restée inoccupée côté rue du Vieux Temple, ainsi que dans l'ancienne chapelle du couvent qui prend la dénomination d'amphithéâtre Marcel Reymond, en hommage au président-fondateur du comité de patronage des étudiants étrangers. À partir de 1950, son nouveau directeur Eric-Paul Stekel, ainsi que les municipalités d'Albert Michallon et d'Hubert Dubedout réfléchissent au transfert de cette institution, et c'est en avril 1969, que l'institution devenue entre-temps Conservatoire National de région, quitte les lieux afin d'intégrer un bâtiment moderne dans le sud de la ville. Les années 1970 servent alors à préparer la réhabilitation de l'édifice et l'arrivée d'une autre institution musicale, l'Ensemble instrumental de Grenoble et le Centre musical et lyrique de Grenoble.
Novembre 1979, dernier changement de propriétaire, cent soixante neuf ans après l'avoir vendu, la ville de Grenoble rachète l'ensemble des bâtiments au Ministère de l'Éducation, tout en laissant l'usage des deux ailes de bâtiment au Foyer de l'étudiante.

## Architecture

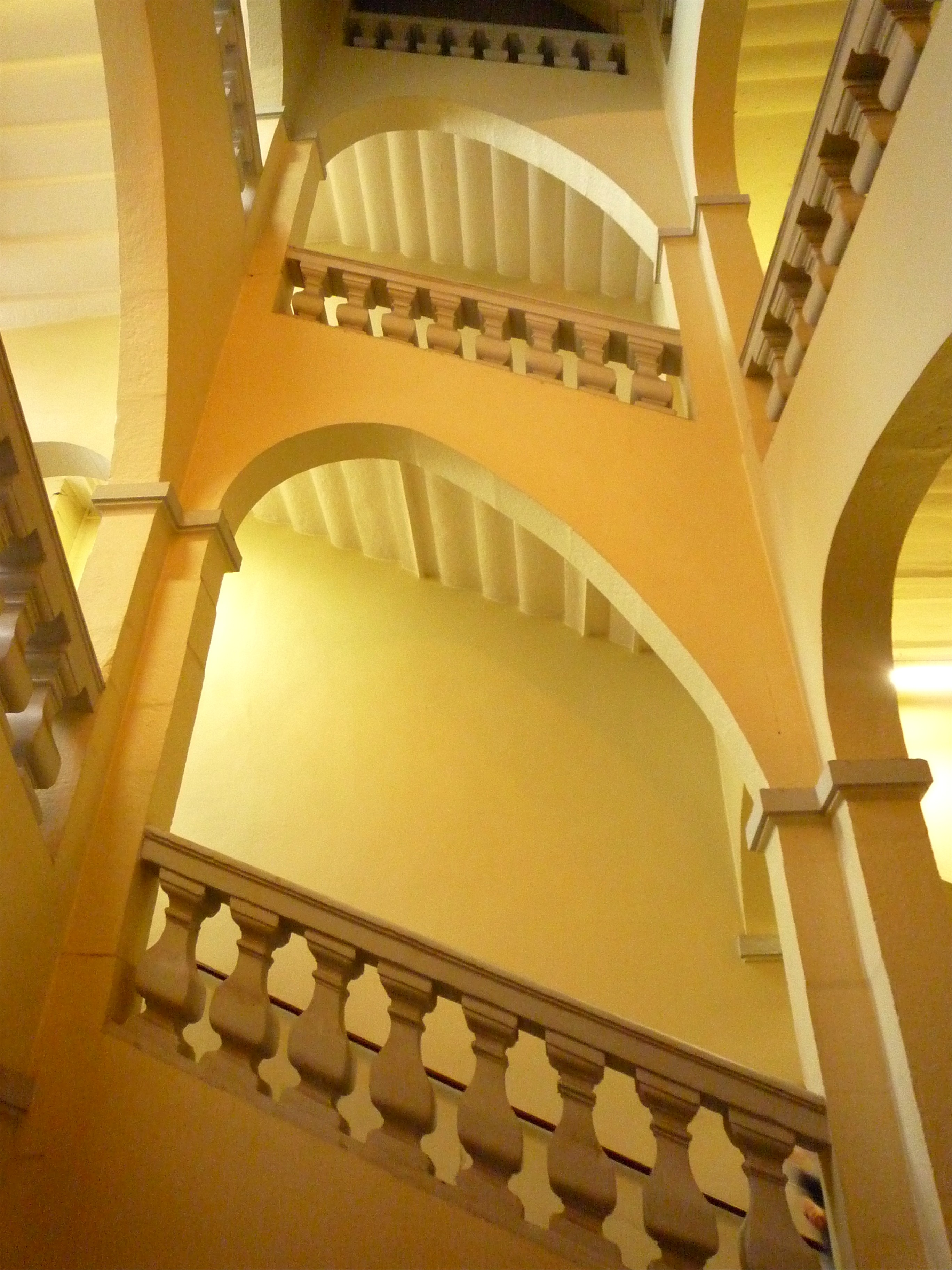
L'escalier d'honneur

L'essentiel des bâtiments est resté en l'état depuis le XVIIe siècle : le petit clocher trapu à la jonction du bâtiment et de la chapelle, les façades sur rue ponctuées de cordons et percées de baies à meneaux plats. Le vaste cloître régulier est en partie fermé sur son quatrième côté par la chapelle.
Côté rue du Vieux Temple, la porte à fronton ouvre sur une cage d'escalier où s'élève un bel exemple grenoblois d'escalier à quatre noyaux. Au pied de cet escalier, le jeu de lumière au travers des balustres de pierre et des arcs procure l'illusion d'un décor de théâtre. La chapelle, par le double étagement de sa façade à pilastres, rappelle le modèle répandu par les Jésuites, que l'on retrouve sur la façade de leur ancien collège et sur celle de l'église Saint-Louis dans la rue Félix Poulat.
Au frontispice de la chapelle qui abrite aujourd'hui une salle de concert, les statuettes ont disparu de leurs niches comme dans l'escalier monumental un trompe-l'œil remplace la croix au-dessus du fronton. Les liens privilégiés des Minimes avec les évêques expliquent en grande partie l'aspect de ce « couvent épiscopal » sur lequel les prélats pouvaient s'appuyer face aux chanoines parfois rebelles de la cathédrale toute proche. Cet édifice n'est pas classé comme monument historique de Grenoble.

## Actuellement

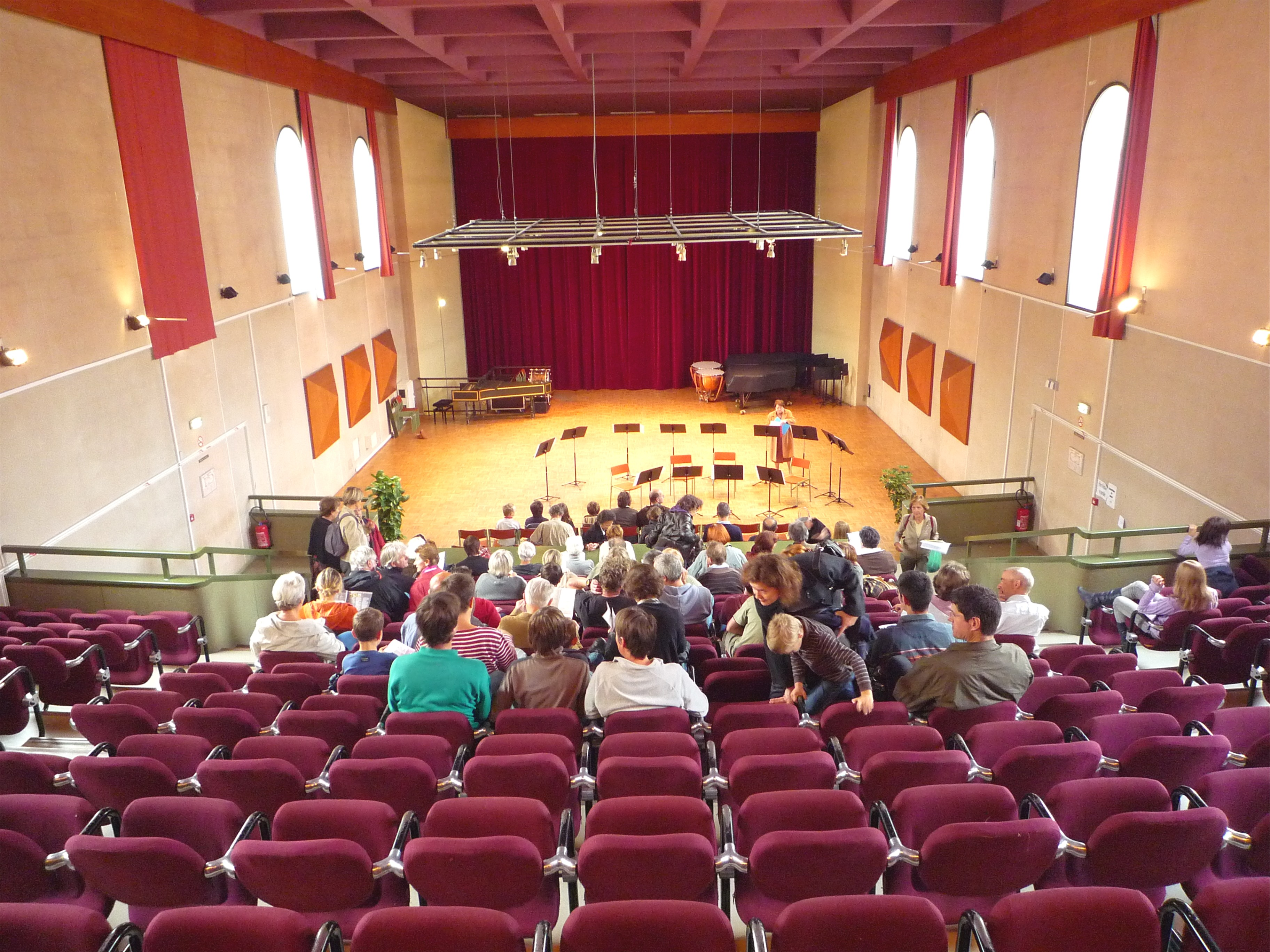
Salle Olivier Messiaen

Le foyer de l'étudiante qui a pris le nom de Foyer étudiant - Résidence internationale occupe la majeure partie de l'ancien couvent.
L'ancienne chapelle du couvent est transformée en salle de concert, où se produit l'orchestre de Chambre de Grenoble, Les Musiciens du Louvre. Cette salle, appelée auparavant amphithéâtre Marcel-Reymond, est rénovée et change de dénomination le 1er octobre 1981 en devenant salle de musique Olivier Messiaen en hommage au grand compositeur. Longue de 30 mètres sur 12 mètres de large avec une hauteur de 7,60 mètres, elle peut accueillir 42 musiciens en plateau devant 375 spectateurs.
C'est désormais la cour intérieure de l'ancien couvent qui porte le nom de Marcel Reymond. Parallèlement à l'activité des musiciens du Louvre, la salle Morillot, dans l'aile Vieux Temple de l'ancien couvent, est mise à disposition des MJC et écoles, qui organisent ainsi des manifestations très diverses. Depuis 1991, les murs accueillent également l’Observatoire des politiques culturelles, ainsi que quelques associations.